# Abergwyngregyn
Abergwyngregyn (zkracováno jako Aber; historicky Aber Garth Celyn) je vesnice na severu Walesu. Leží u cesty A55, osm kilometrů východně od Bangoru a třináct kilometrů západně od Conwy. V roce 2011 zde žilo 240 obyvatel. Šlo o sídlo Llywelyna ap Gruffydda, posledního prince nezávislého Walesu. V roce 1282 se zde narodila jeho dcera Gwenllian ferch Llywelyn.